# Pierre Culot
Pour les articles homonymes, voir Culot.
Pierre Culot est un sculpteur et céramiste belge, né le 12 janvier 1938 à Malmedy et décédé le 9 mars 2011 à Roux-Miroir (Incourt).

## Biographie

### Formation
Issu d’une famille d’enseignants, Pierre Culot grandit à Namur. Dès l’adolescence, il témoigne d’une attirance pour le monde des arts et pour l’Antiquité. En 1954, il entre en apprentissage à l'Ecole des Métiers d'Arts de l’abbaye de Maredsous. Il y suit les cours de céramique de Richard Owczarek. Le weekend, il fréquente l’atelier de la peintre Yvonne Perin (1905-1967) à Namur, où se côtoient artistes et intellectuels. Il quitte l’école de Maredsous en cours d’année 1957. Il se rend alors chez le céramiste Belge Antoine de Vinck pour y effectuer un stage et parfaire sa formation technique. Il y découvre la tendance du grès de Ratilly, introduite par les céramistes français Jeanne et Norbert Pierlot. Plus tard il fera la rencontre de Jacqueline Lerat, Yves Mohy, Pierre Digan, Elisabeth Joulia, Robert Deblander.
En 1958, il rejoint l’École supérieure des Arts Visuels de la Cambre à Bruxelles et l’atelier de sculpture de Charles Leplae. Il y rencontre toute une génération de futurs artistes, dont Miche Wynants (née à Louvain, en 1934), illustratrice, qui deviendra sa femme. Il visite d’autres ateliers dont celui de Pierre Caille, et durant cette même année, convainc le maître-potier anglais Bernard Leach de l’accueillir chez lui en Angleterre, dans les Cornouailles. Il s’agira d’une rencontre capitale, où il partage son temps avec d’autres stagiaires, d’autres potiers, dont certains marqueront la céramique de la seconde moitié du XXe siècle, comme Michael Cardew ou encore Gwyn Hanssen-Pigott.

### Voyages
En 1959-1961, Pierre Culot fait son service militaire obligatoire. Il part au Congo pendant les évènements d’indépendance et y découvre la céramique locale.
En 1963, Pierre et Miche partent en voyage de noces. Passant par les Alpes et Brindisi, ils descendent toute l’Italie pour se rendre en Grèce. Il profitent aussi du voyage pour rendre visite au peintre et graveur Giorgio Morandi, dans son atelier.
Par la suite, Pierre Culot séjournera dans différents pays d’Europe, mais aussi au Japon, en 1973, où il rencontrera le céramiste Shoji Hamada, lié au mouvement Mingei, qui influencera toute son œuvre céramique. Il y retournera une seconde fois en 1974.
en 1976, il voyage en Inde et découvre Chandigarh, une ville qui a vu naître d'innombrables créations de Le Corbusier, de Pierre Jeanneret et de Matthew Nowicki.
En 1988, Pierre Culot se rend au Yémen avec un groupe d’architectes français. Ce voyage nourrit considérablement sa réflexion plastique. L’architecture des villes de Hodeidah, Sanaa et Taiz où il fait étape, inspirera à ses céramiques et ses sculptures des formes nouvelles, assemblages de briques et de tuiles de grès, érigées en murs ou colonnes.

### Vie artistique

#### Pierre Culot céramiste contemporain
En 1962, Pierre Culot installe un premier atelier rue du Luxembourg, à Bruxelles. Il accueille dans son atelier l'artiste Lison Guerry-Verdet (1938-2001). Il reçoit très tôt le soutien de Mr et Mme Baucher-Féron, décorateurs-ensembliers installés Avenue Louise à Bruxelles. Les céramiques de Culot y seront fidèlement présentées jusque dans les années 1980. La même année, Pierre Culot expose à la galerie Vendôme, à Bruxelles, avec Miche Wynants, avec laquelle il se mariera un an plus tard.
Dès 1963, Pierre Culot s’affilie à divers organismes de promotion des artistes et artisans d'art belges : on le retrouve notamment dans deux éditions successives du répertoire des Métiers d’Art du Brabant.
L'année 1964 marque l'amorce d'une prometteuse carrière : à Paris, Pierre Culot expose à la galerie Robert Delpire. À Londres, ses céramiques sont accueillies par la Galerie Primavera, qui défend à l’époque les créations de Hans Coper, Lucie Rie, Bernard Leach, ou encore Michael Cardew. En 1967, il se présente au Concours International de la Céramique d'Art de Faenza et obtient le Prix du Commerce Extérieur pour ses vases de sol.

#### Le potier Pierre Culot
« Que des amis pensent à moi tous les matins en buvant dans mes bols m’importe plus que toutes les distinctions », affirmait Pierre Culot.
Tout au long de sa vie, en tant que potier, Pierre Culot travaillera l'argile grès. L’exercice du tour a une importance primordiale pour lui. C’est par son intermédiaire qu’il réalise notamment des bols, objets qui constituent pour lui l’architecture élémentaire et immédiate qui le prépare, en sculpture, à la conquête d’un espace : « Le bol se rapproche de la forme primitive, il évoque la coquille, c’est l’architecture suprême. Il tient dans les deux mains et présente l’offrande. Le bol c’est le prolongement de la main. Or c’est la main qui conduit l’œil et non le contraire. »
Pour révéler les émaux résultant de ses propres recherches et compositions, il réalise la cuisson de ses céramiques dans des fours électriques allant jusqu'à 1 280 °C.
Aux frontières de la poterie et de la sculpture prennent place ses « pots composés ». Réalisés à l’aide de plaques, ces vases  se composent de deux à quatre éléments distincts, présentant une « fragmentation de volume apparente ».

#### Pierre Culot: sculpteur-architecte, sculpteur-paysagiste, sculpteur-céramiste
Dès les débuts de sa carrière, Pierre Culot s'intéresse à la sculpture pour s'y consacrer toujours plus profondément au fil des ans.Tout dans son œuvre s'y rapporte, sans pour autant s'y résumer. "Pierre Culot, un sculpteur, un architecte, un jardinier, un artiste?" questionne ainsi Maurice Culot, dans la monographie Jardins-sculptures, sculptures-jardins (éditions du Seuil, 2000). Renvoyant à l'avant-propos de Jardins enchantés, un romancero, de Ferdinand Bac (1925), la réponse que l'auteur apporte à sa question est on ne peut plus appropriée à Pierre Culot : « En me faisant parfois jardinier et géomètre, je suis allé au devant du blâme dont j'accepte toute la rigueur. Peut-être ai-je vu, par-là, pouvoir renouer des liens avec les méthodes des artisans de jadis qui se sentaient assez d'amour puéril dans leur cœur pour aimer l'Univers et pour exercer autant de métiers qu'il leur plaisait de courtiser. » Dès les années 1960, Pierre Culot reçoit plusieurs commandes de « murs vivants ». En 1965, il élabore la fabrication de claustras et de carrelages en grès, marquant un intérêt pour la mise en espace architecturale d'objets céramiques. Il est sollicité, l'année d'après, pour concevoir un mur de claustras dans une salle de conférence de la Tour du Midi. Cette même année, Pierre Culot reçoit également la commande par l’Université de Liège de la conception d’un mur au Musée d'art contemporain en plein air du Sart Tilman. Il réalisera cette œuvre, à mi-chemin entre la sculpture et l'architecture, en collaboration avec les architectes Claude Strebelle et Pierre Humblet en 1967.
En 1988, sous l'influence de son voyage au Yémen, Pierre Culot se lance dans la création de sculptures qu’il appelle « Architectures en terre », résultant de la combinaison d’éléments de grès et de briques, liés par du mortier, selon une technique observée là-bas. Ces sculptures se présentent sous la forme de mur, de colonnes ou de stèles.
À partir de 1993, il entame une nouvelle série d’œuvres qu’il baptise "stèles" et "chapiteaux". Il s’agit de pièces de grès modelées par des traces plus ou moins creusées, horizontales ou diagonales. Il en résulte un effet plissé, particulièrement évocateur des ailes et du vêtement de la Victoire de Samothrace. Culot consacrera plusieurs expositions à ces œuvres, notamment une au Stedelijk museum d’Amsterdam en 1995.
Les sculptures de Pierre Culot ne sauraient être appréciées et comprises à leur juste valeur, sans l'appréhension de leur ancrage au lieu, leur enracinement, leur place et leur élévation dans un environnement. Elles traduisent, pour reprendre les mots de Claude Lorent, "une attitude de vie, à la fois humble et participative, volontaire et inventive, dont le but serait de proposer des noces durables et inédites entre l’être et la nature, par le truchement de l’art considéré comme cheminement mental, spirituel et essai permanent."

#### L'approche d'autres matériaux (bois, briques, pierre, métal)
Tout au long de sa vie, Pierre Culot s'intéressera à d’autres matériaux que le grès, notamment avec la conception de sculptures en bois. En 1973, présentant l’une d’entre elles au concours de « Jeune sculpture belge », il en remporte le prix. Pierre Culot réalisera également de nombreuses maquettes, combinant bois, pierre et argile. L’œuvre du sculpteur Eduardo Chillida, qu’il découvre notamment en 1969 lors d’une exposition rétrospective à Zürich, aura une influence considérable sur lui. Son intérêt pour les matériaux le conduira, en 2004, à réaliser l’exposition « Recyclage », au parc Tournay Solvay de Watermael-Boitsfort, présentant des sculptures convoquant le métal, la tôle rouillée, le bois, aussi bien que la pierre.

#### Un attrait pour le design: meubles, tables et lampes
Dès les années 1960, le design intérieur attire Pierre Culot. L’objet quotidien, le mobilier, l'intéressent. 1974, il construit sa première table basse en pierre bleue du Hainaut. Il esquisse également d'autres modèles de tables et de meubles (en pierres d’autres provenances, en bois). Au début des années 1980, il entreprend de fabriquer un prototype de lampe dont le pied, triangulaire, est issu d’un moule en plâtre, offrant l’avantage de pouvoir le reproduire en série. Il crée trois moules de hauteur différentes de cet unique modèle, et décide ensuite de faire décliner le modèle avec ou sans émaillage. Il concevra, sur le même principe, des appliques murales. Tout au long de sa carrière, il entretiendra sa production de claustras, objets à mi-chemin entre la sculpture murale et le design.

#### Une reconnaissance internationale
Très tôt dans sa carrière, Pierre Culot obtient une reconnaissance internationale. En 1964, le National Museum of Modern Art de Kyoto fait l’acquisition de l'une de ses céramiques. En 1974, le Victoria and Albert Museum à Londres accueille ses œuvres pour une exposition individuelle. 3 ans plus tôt déjà, en 1971, le Stedelijk Museum d'Amsterdam lui consacrait une exposition et renouvellera cet événement en 1994-1995. Tout au long de sa carrière, Pierre Culot voit ses œuvres exposées dans diverses galeries et musées, en France, en Suisse, au Luxembourg, aux Pays-Bas et, hors d'Europe, en Turquie (1972), au Canada (1973), en Thaïlande (2001)... Parmi les autres musées à avoir exposé Pierre Culot, se trouvent le Musée National de Céramique à Sèvres, le Bellerive Museum à Zürich, le MUDAC à Lausanne, les Musées Royaux d’Art et d’Histoire à Bruxelles ou encore le Newark Museum à Newark (New-Jersey, USA).

#### Les dernières années
En mars 2005, Pierre Culot est victime d’une agression,. Son état ne lui permet plus de travailler pendant 2 ans. Dans l'atelier de Roux-Miroir, ses collaborateurs maintiennent les activités, tandis que les projets d’œuvres sculpturales et d'expositions se poursuivent. Le 9 mars 2011, Pierre Culot décède à Roux-Miroir.

## Lieu de vie et ateliers

### Roux-Miroir

#### La maison
En 1963, Pierre Culot et Miche Wynants se marient. Ils achètent une ferme à l’abandon à Roux-Miroir, dans le Brabant Wallon. En 1964, c’est la naissance de Charlotte Culot, qui deviendra peintre. En 1965 naît Eléonore Culot, qui malheureusement décédera prématurément. En 1967, c'est la naissance de Joseph Culot, à qui l’on devra la remise en activité des ateliers de Roux-Miroir en 2015.
Dès 1964, Maison & Atelier deviendront le prolongement visible de leur univers, grâce, entre autres, à la contribution de l’architecte d'intérieur Louis Daliers pour rénover l'ancienne ferme.

#### Le jardin
Aux alentours du corps de ferme s’étend un terrain qui ne demande qu’à devenir paysage. Là, va naître le jardin de Roux-Miroir. Au fur et à mesure des années, les plantes, les arbres, les sculptures de Pierre Culot y trouvent leur place, dans une composition paysagiste paisible, naturelle, et en même temps subtilement travaillée. Le jardin de Roux-Miroir est un témoignage de l’importance prise par la sculpture dans la vie artistique de Pierre Culot.

### Eppe-Sauvage (1991-2007)
Au fil des années, Roux-Miroir s’avère trop petit pour les œuvres monumentales. Aussi, en 1991, Pierre Culot achète-t-il une propriété de 30 hectares à Eppe-Sauvage, dans le Nord de la France. Là, au cœur de l’Avesnois, voient le jour d'immenses sculptures de briques et de granit, appelées Arches. Pesant plusieurs dizaines de tonnes, leur construction sollicite des moyens impressionnants. En 1997, l’une de ces arches trouve à être érigée sur le boulevard du Roi Albert II, à Bruxelles. D’autres éliront domicile dans divers jardins privés, notamment en France et en Belgique.

## Transmissions et collaborations

### Collaborateurs
Tout au long de son parcours, Pierre Culot recevra l’aide de collaborateurs dont trois marqueront l’atelier de leur empreinte : René Bosman (1921-2015), Thiébaut Chagué (1958) et Pascal Slootmakers (1966). Ils participeront à la fabrication et à l’évolution des céramiques utilitaires issues de moules en plâtre permettant de produire des séries à l’infini.

### Photographes
Dès les premières années de sa carrière, Pierre Culot a sollicité de nombreux photographes pour valoriser et diffuser son œuvre. Parmi ces photographes, citons Jacques Dirand, André Martin, Philippe Saenen, Roger Asselberghs.

### La collection
Au gré de leurs voyages et de leurs visites, Miche et Pierre Culot collectionnent des céramiques d'origines et d'époques diverses. À plusieurs reprises, Pierre Culot présentera des pièces de cette collection en même temps que ses œuvres. Constituant un patrimoine historique important, ces nombreuses pièces sont, depuis 2016, en cours d'inventaire.

## 2016: Renaissances
Joseph Culot, avec l’appui du collaborateur historique de Pierre Culot : Pascal Slootmakers et le soutien d’un ami d’enfance, Arnaud Van Schevensteen, ainsi que le directeur artistique Dimitri Jeurissen, relance les activités à Roux-Miroir. L'Atelier Pierre Culot a aujourd'hui plusieurs vocations, dont la pérennisation de la production de certaines pièces sur base des modèles originaux, le classement et la conservation des archives et des collections de l’artiste, la collaboration avec des marques sur des projets spécifiques et enfin l’ouverture de l’atelier à des talents émergents via des résidences d’artistes.
En 2020, Dimitri Jeurissen & Arnaud Van Schevensteen font un pas de côté. Joseph Culot poursuit la production de céramiques, lampes, tables et claustras, & se concentre davantage autour du classement des archives afin de réaliser une monographie sur le travail de Pierre Culot, ainsi qu’à l’élaboration d’un inventaire de sa collection de céramiques.

## Chronologie (principales expositions et réalisations)

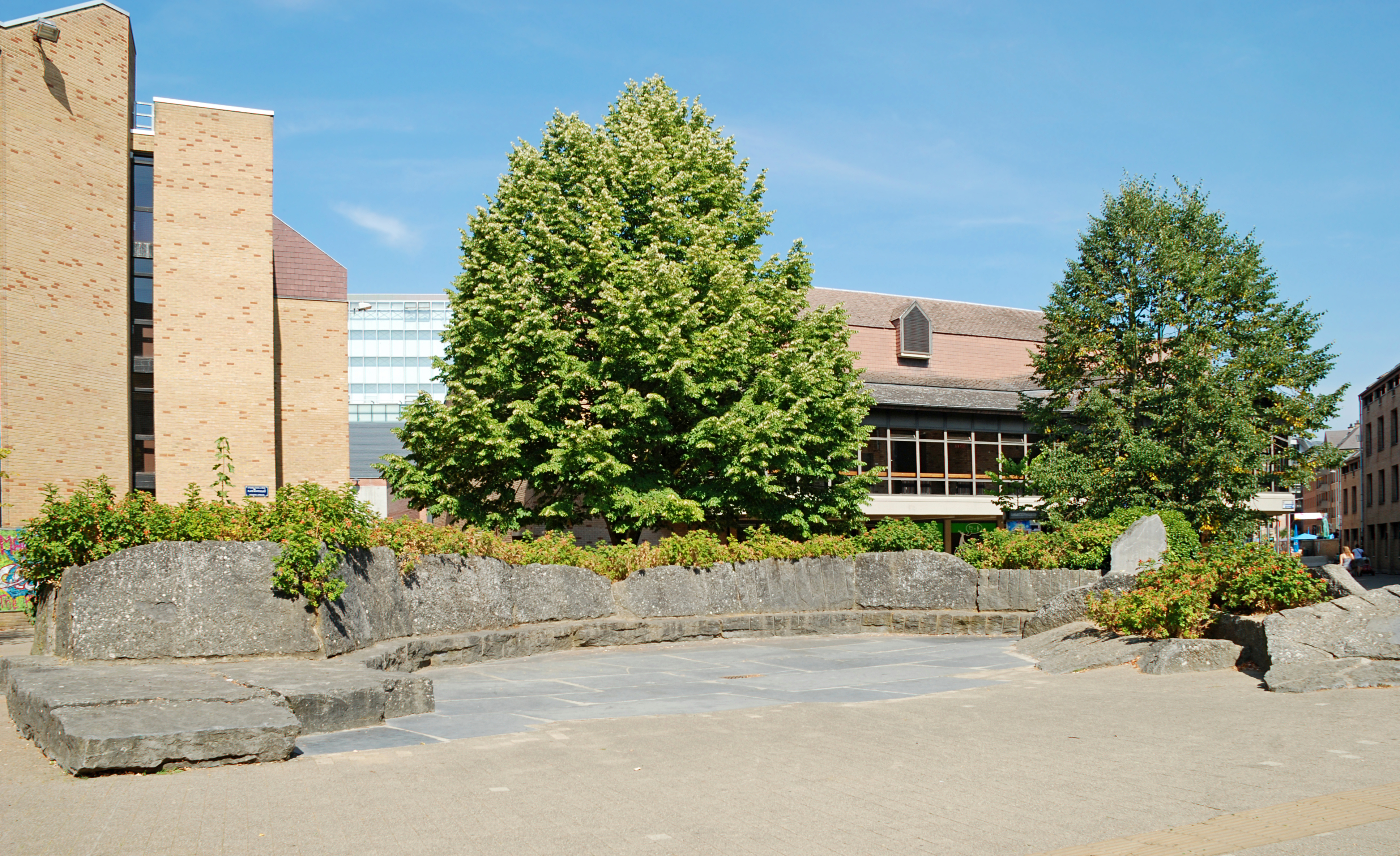
Ronde des menhirs (Place Montesquieu, Louvain-la-Neuve).

| 1962      | Exposition avec Miche Wynants (illustratrice), à la Galerie Vendôme, Bruxelles |
| 1962      | Exposition à l'atelier rue du Luxembourg, Bruxelles |
| 1963      | Sélection d'une céramique de Pierre Culot pour l’International Exhibition of Contemporary Ceramic Art |
| 1964      | Exposition Galerie Robert Delpire, Paris |
| 1964      | Exposition Galerie Baucher-Feron, Bruxelles |
| 1964      | Exposition Galerie Primavera, Londres |
| 1964      | Acquisition par le National Museum of Modern Art, Kyoto de la céramique sélectionnée pour l’International Exhibition of Contemporary Ceramic Art |
| 1964      | Première réalisation de claustras en grès, pour une habitation privée, Bruxelles |
| 1965      | Participation à l’Exposition internationale de céramique contemporaine, au Musée Cantini, Marseille |
| 1965      | Exposition à la galerie Objekt, à Zurich |
| 1965      | Acquisition d’une oeuvre par le Kunstgewerbemuseum (devenu depuis 2017 le Museum für Gestaltung), Zürich |
| 1966      | Exposition Galerie Teo Jakob, Genève |
| 1966      | Exposition Galerie Interart, Luxembourg |
| 1966      | Réalisation d’un mur en claustras, Tour du Midi, Bruxelles |
| 1967      | Prix du Prix du commerce extérieur au concours international de la céramique de Faenza, pour les Vases de sol |
| 1967      | En collaboration avec les architectes Claude Strebelle et Pierre Humblet, réalisation d’un mur pour l’Université de Liège, au Sart Tilman (Musée d'art contemporain en plein air du Sart Tilman), intitulé Mur de pierres d’âge viséen                         |
| 1967      | Réalisation d’un mur de claustras pour l’Hôtel Hilton, Bruxelles |
| 1967      | Réalisation d’un mur extérieur de claustras pour une villa privée, Bruxelles |
| 1968      | Prix de la Chambre syndicale des céramistes et ateliers d’art, à la Biennale internationale de la céramique d’art, Vallauris |
| 1968      | Réalisation d’une façade de claustras pour la galerie d’Ado Chale, à Bruxelles |
| 1968      | Réalisation d’un mur-sculpture en béton, pour l’hôtel de ville de Dordrecht |
| 1968      | Exposition Poteries dans l’atelier, à Roux-Miroir |
| 1969      | Projet de sculpture pour le siège de la Royale Belge (non réalisé) |
| 1970      | Réalisation d’un mur sculpté en bois pour la Fondation Goldmuntz, Anvers |
| 1970      | Exposition Pierre Culot, à la Fondation Goldmuntz, Anvers |
| 1970      | Exposition Grès composés, Galerie Baucher-Feron, Bruxelles |
| 1970      | Réalisation d’un mur extérieur en béton marqué d’empreintes de bois de coffrage et d’un revêtement mural en béton lavé pour le hall d’entrée du bâtiment du Crédit Communal, à Bruxelles                                                                       |
| 1970      | Réalisation de grandes sculptures en bois |
| 1970      | Premières créations de pots dits « composés », en grès émaillé ou partiellement émaillé |
| 1970      | Sur l’idée de Robert Delpire, Jacques Wolgensinger, chargé de la communication et de la publicité pour l’entreprise Citroën, commande des vases en grès coulé et émaillé, dits Vases Citroën. On estime à près de 5 000 le nombre de vases sortis de l’atelier |
| 1971      | Exposition individuelle Pierre Culot ceramiek, au Stedelijk Museum, Dordrecht |
| 1971      | Exposition individuelle Pierre Culot ceramiek, au Stedelijk Museum, Amsterdam |
| 1971      | Élu membre à vie de l’Académie Internationale de la Céramique (AIC), Suisse |
| 1971      | Exposition 50 pots blancs et quelques autres, Galerie Robert Delpire, Paris |
| 1971      | Médaille d’or Concorso Internazionale della Ceramica d’Arte de Faenza, pour les Pots composés |
| 1971      | Devient membre élu à vie de l’Académie internationale de la Céramique |
| 1972      | Exposition au Cultureel Centrum de Vaart, à Hilversum |
| 1972      | Prix Koopal de sculpture, décerné par le gouvernement belge, Bruxelles |
| 1972      | Participation à une présentation des Métiers d’art de Belgique, à Ankara |
| 1972      | Réalisation d’une sculpture en chêne ciré pour la société Électro-gaz, à Bruxelles |
| 1972      | Réalisation d’une sculpture en bois pour la Banque de Tournai |
| 1973      | Prix Koopal, décerné par le gouvernement belge, pour une sculpture en bois |
| 1973      | Exposition Grès : cinq potiers explorent la terre. Culot, de Vinck, Joulia, Lerat, Mohy, au Musée du Verre, Sars-Poteries |
| 1973      | Exposition Ceramic Art of the World 1973, avec Antoine de Vinck et Carmen Dionyse, Calgary |
| 1973      | Exposition 5 sculpteurs – 5 matières, Musée d’Ixelles, Bruxelles |
| 1973      | Exposition Sculptures de Pierre Culot, présentant des sculptures en bois, jardin de la cure, Roux-Miroir |
| 1973      | Réalisation d’un mur-sculpture pour la Caisse Générale d’Epargne et de Retraite (CGER), Bruxelles |
| 1974      | Exposition individuelle Pierre Culot Ceramics au Victoria and Albert Museum, Londres. Le musée fera l’acquisition de deux pièces |
| 1974      | Exposition Céramiques de Pierre Culot, Galerie Créateurs et Industriel Saint-Germain, Paris |
| 1974      | Exposition collective The Craftsman’s Art in Belgium, au Cartwright Hall Art Gallery & Museum, Bradford |
| 1974      | Exposition Belgische beeldhouwkunst in Middelheim, Anvers |
| 1974      | Exposition collective (32 artistes pour la plupart photographes et illustrateurs), galerie Robert Delpire, Paris |
| 1975      | Exposition chez Jean-Charles de Castelbajac, Paris |
| 1975      | Acquisition de céramiques par le Musée national de Céramique, Sèvres, le Victoria and Albert Museum, Londres, le Stedelijk Museum, Amsterdam |
| 1975      | Projet d’œuvre pour le métro de Bruxelles (non réalisé) |
| 1976      | Seconde exposition collective Céramique contemporaine, au Musée des Arts décoratifs de Lausanne |
| 1977      | Exposition galerie Convergences, Paris |
| 1977      | Exposition Galerie Robert Delpire, Paris |
| 1977      | Exposition Céramiques de Pierre Culot, à la Banque Bruxelles Lambert (BBL), Bruxelles |
| 1978      | Réalisation d’un mur et d’un jardin pour une habitation privée, à Asse (Belgique) |
| 1978      | Réalisation d’une sculpture en bois et silex pour une habitation privée, à Paris |
| 1978      | Dessin et réalisation de nouvelles lampes |
| 1979      | Réalisation d’une sculpture pour le Van Abbemuseum d’Eindhoven |
| 1979      | Exposition Antoine de Vinck et Pierre Culot, Galerie Baucher-Féron, Bruxelles |
| 1979      | Exposition collective Poterie de Roux-Miroir, avec René Bosman, Thiébaut Chagué, Hélène Mévius, Lyn Fuss, à l’atelier de Roux-Miroir et à la galerie des Carmes, Wavre                                                                                         |
| 1980      | Exposition Pierre Culot, les coulisses d’un atelier, dans le cadre de la programmation Arts, sciences et techniques, Musée de Louvain-la-Neuve, Louvain-la-Neuve. Présentation, aux côtés de ses œuvres, de céramiques de sa collection personnelle            |
| 1980      | Exposition Galerie Écart international, Paris |
| 1980      | Exposition à la galerie Theo et Annie Balmer, Bâle |
| 1980      | Exposition à la galerie d’Theeboom, Amsterdam |
| 1980      | Exposition à la galerie Ligne, Bruxelles |
| 1980      | Exposition « La pierre à travers les âges », Musée d'art contemporain en plein air du Sart Tilman, Liège |
| 1980      | Exposition collective et thématique Céramiques et porcelaines de Belgique, au palais des expositions de Faenza et aux Musées royaux d’Art et d’Histoire, Bruxelles                                                                                             |
| 1980      | Réalisation d’une sculpture commandée par le Ministère de la Communauté française |
| 1981      | Réalisation d’une sculpture monumentale, la Ronde des menhirs, place Montesquieu, à Louvain-la-Neuve |
| 1981      | Réalisation d’un mur-sculpture pour l’université d’Anvers |
| 1981      | Réalisation d’un aménagement paysager pour l’Agence spatiale européenne, à Redu |
| 1981      | Exposition Drei Keramiker aus Belgien, avec Antoine de Vinck et Carmen Dionyse, au Musée Bellerive, Zurich. Nouvelle présentation d’œuvres de sa collection |
| 1981      | Exposition Pierre Culot, Hetjens-Museum, Düsseldorf |
| 1981      | Exposition Pierre Culot, keramische Vormen, Galerie Het Kapelhuis, Amersfoort |
| 1981      | Exposition Pierre Culot, galerie de la Prévoté, Aix-en-Provence |
| 1981      | Exposition Pierre Culot Keramiek, Wedemark |
| 1981      | Réalisation d’une table en pierre pour une habitation privée et exposition chez l’habitant, à Gordes |
| 1982      | Exposition à la galerie Galuchat, à Bruxelles |
| 1982      | Projet de colonne et pyramide pour la terrasse du Fridericianum, documenta 7, Cassel |
| 1983      | Réalisation d'un mur pour l’entrée de la Bibliotheca Wittockiana, Bruxelles |
| 1983      | Exposition Galerie Ligne 12, Bruxelles |
| 1983      | Exposition à la galerie Ligne, Bruxelles |
| 1983      | Exposition Pierre Culot, à l'Arboretum de Jelena et Robert de Belder, Kalmthout |
| 1984      | Réalisation d’un mur et d’un jardin pour l’habitation privée d’André Rousselet, Paris |
| 1984      | Exposition Sacrée terre, à la Maison de la culture d’Amiens, avec présentation de sa collection. |
| 1984      | Exposition Pierre Culot, galerie Galuchat, Bruxelles |
| 1984      | Nouvelle acquisition d’œuvres de Pierre Culot par le Musée national de Céramique de Sèvres |
| 1985      | Exposition The Ceramics of Pierre Culot, chez Liberty Retail Ltd, Londres |
| 1985      | Exposition Pierre Culot céramiques, à la Maison de la culture de Namur |
| 1986      | Exposition à la galerie Le pays, à Le Vigan |
| 1986      | Rencontre et collaboration avec le décorateur et collectionneur Axel Vervoordt |
| 1987      | Réalisation d’une sculpture pour une cour intérieure, Bruxelles |
| 1987      | Réalisation de nombreux aménagements intérieurs pour diverses habitations privées en Belgique et en France |
| 1988      | Voyage au Yémen, avec un groupe d’architectes français. L’architecture du Yémen influence Pierre Culot qui, dès son retour à l’atelier, amorce une série d’expositions intitulées Architectures en terre                                                       |
| 1988      | Exposition Architectures en terre, Roux-Miroir |
| 1988      | Exposition « Serres et folies », Galerie Triglyphe, Bruxelles |
| 1989      | Aménagement d'un espace sculptural pour un immeuble privé, Boulevard Bischoffsheim, Bruxelles |
| 1989      | Réalisation d'un mur-sculpture pour l’entrée de la Société Tractebel, Bruxelles |
| 1989      | Exposition au Centre national de la photographie, Paris |
| 1989      | Vente de plusieurs céramiques à des collectionneurs privés aux États-Unis |
| 1989      | Acquisition d’une céramique par le Museum Boijmans Van Beuningen, à Rotterdam |
| 1990      | Exposition individuelle Architectures en terre, Palais de Tokyo, Paris |
| 1990      | Réalisation du jardin sculptural L’île de la Tranquillité pour le siège social de la Raffinerie tirlemontoise, Tirlemont |
| 1990      | Exposition à la galerie Éditère, à Paris |
| 1990      | Exposition collective L’Europe des céramistes, à l’abbaye Saint-Germain, à Auxerre |
| 1991      | Exposition Architectures en terre à la Galerie Monochrome, Bruxelles |
| 1991      | Exposition collective Keramik als Leidenschaft, Musée Bellerive, Zürich |
| 1991      | Exposition personnelle Pierre Culot, Belgien Keramik-Architekturen, Musée Bellerive, Zürich |
| 1991      | Présentation de plusieurs œuvres lors de l’exposition Collection Fina Gomez – 30 ans de céramique contemporaine, au Musée des Arts décoratifs, Paris |
| 1991      | Projet d’aménagement urbain pour le square Montgomery, à Woluwe-Saint-Pierre (non réalisé) |
| 1991      | Ouverture d’un atelier à Eppe-Sauvage, dans le Nord de la France |
| 1992      | Exposition Architectures en terre, à la Galerie La Cité, Luxembourg |
| 1992      | Exposition Chambre de verdure, Roux-Miroir |
| 1992      | Participation à une exposition itinérante Expressions céramiques, en Belgique, en Allemagne et aux Pays-Bas |
| 1992      | Présentation d’une œuvre lors de l’exposition Terres neuves – Céramiques acquises par la Communauté française de Belgique (1979–1991), à la Maison de la Culture de Tournai                                                                                    |
| 1992      | Participation au 3th International Ceramics Competition Mino, au Japon |
| 1992      | Réalisation d’une sculpture pour la Stibbe Tower, à Amsterdam |
| 1993      | Exposition à la Galerie Marquet de Vasselot, Paris Exposition et participation au salon Découverte 93 au Grand Palais, à Paris |
| 1993      | Exposition Architectures en terre, à la Galerie La Cité, Luxembourg |
| 1993      | Réalisation d'une sculpture pour le Mémorial de la Vendée, Les Lucs-sur-Boulogne |
| 1993      | Participation à la seconde édition du Festival international des jardins, Chaumont-sur-Loire |
| 1993      | Participation à l’exposition Kerami Ikka 1993, au Etelä-Karjalan Taidemuseo, en Finlande |
| 1993      | Participation à la Fête des Jardins au château d’Aywiers, à Couture-Saint-Germain |
| 1994      | Participation à l’exposition L’architecture en briques au xxe siècle, École nationale supérieure d’Architecture de Normandie, à Darnétal |
| 1994      | Vente d’une sculpture à la galeriste parisienne Christine Marquet de Vasselot. |
| 1995      | Exposition Chapiteaux à la galerie La Cité, Luxembourg, ainsi qu’au Stedelijk Museum d’Amsterdam |
| 1995      | Exposition Jardins-sculptures. Sculptures-jardins, à la Maison de l’Architecture de Paris et au Stedelijk Museum d’Amsterdam |
| 1995      | Exposition au Conseil d’Architecture, d’Urbanisme et d’Environnement du Rhône, à Lyon |
| 1995      | Exposition à l'occasion des « Portes ouvertes des ateliers d’artistes du Nord », Eppe-Sauvage |
| 1995      | Réalisation de deux sculptures pour le Jardin de sculptures, Université catholique de Louvain, à Woluwe-Saint-Pierre |
| 1995      | Projet de sculpture intitulé Victoire sauvage, pour un centre commercial, à Tarragone (non réalisé) |
| 1996      | Exposition Architectures en terre, Bibliotheca Wittockiana, Bruxelles |
| 1996      | Participation au projet Samsung, en Corée, avec les architectes Jean Nouvel et Rem Koolhaas (non réalisé) |
| 1996      | Réalisation de l’entrée de l’usine Céodeux, Lintgen |
| 1996      | Réalisation de sculptures et de jardins pour le groupe industriel CFE, Bruxelles |
| 1996      | Réalisation d’un mur, dans le cadre de la réhabilitation du patrimoine industriel des Moulins de Beez, à Namur |
| 1996      | Conférence à l’École d’architecture de Montpellier |
| 1996      | Participation au symposium Brique et sculpture en Bourgogne, au CNIFOP, à Saint-Amand-en-Puisaye |

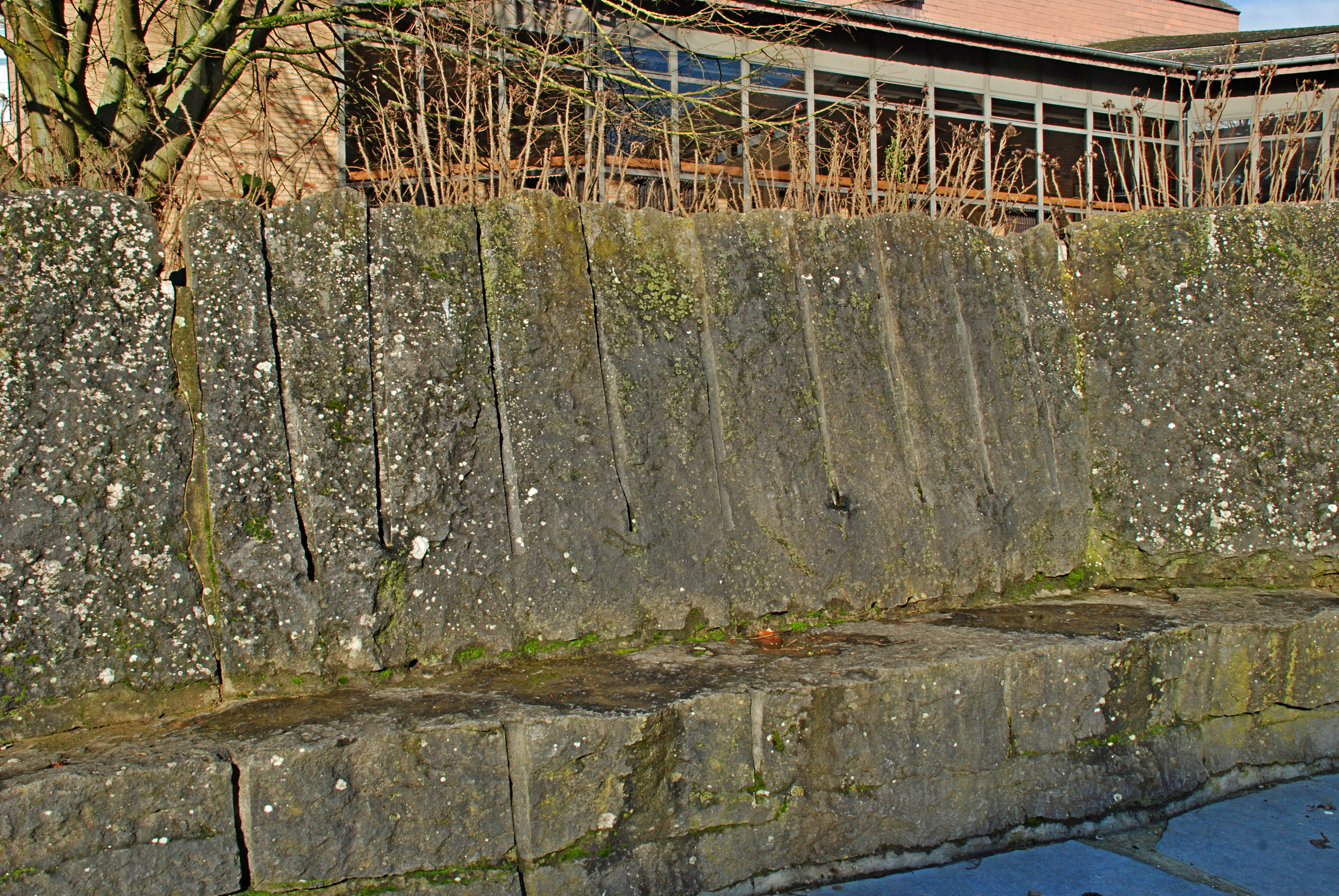
Ronde des menhirs (détail).

| 1997      | Réalisation de L’arche, sculpture monumentale, pour le World Trade Center, boulevard du Roi Albert II, Bruxelles |
| 1997      | Réalisation d’une sculpture pour le quartier de la Défense, Paris |
| 1997      | Réalisation d’une sculpture pour une habitation privée, à Auvelais |
| 1997      | Réalisation d’une sculpture pour le Jardin des sculptures, Université Catholique de Louvain, Woluwe-Saint-Pierre |
| 1997      | Participation aux rencontres Patrimoine industriel et paysage, au Château des Forges de Pesmes |
| 1998      | Réalisation d’une sculpture et aménagement d’un jardin pour une habitation privée, Bruxelles |
| 1998      | Réalisation d’une sculpture pour une habitation privée, à Laethem-Saint-Martin |
| 1998      | Projet de sculpture pour le jardin du CIVA, Ixelles (non réalisé) |
| 1998      | Membre du jury du prix Jeunes Artistes, en Belgique |
| 1999      | Exposition Jardins-sculptures. Sculptures-jardins, Fondation pour l’architecture, Bruxelles |
| 1999      | Projet de sculpture Les propylées, pour l’Université catholique de Louvain (non réalisé) |
| 1999      | Projet de sculpture pour l’hôtel du gouverneur, à Wavre (non réalisé) |
| 2000      | Réalisation (depuis 1998) d’un mur, pour l’embellissement et la reconversion du Parc Heintz, à Luxembourg |
| 2000      | Exposition « jardin-sculpture, sculpture-jardin », Parc Heintz, Luxembourg |
| 2000      | Exposition « jardin-sculpture, sculpture-jardin »,au palais et parc d’Egmont, avec la contribution de l’ISELP, Bruxelles |
| 2000      | Acquisition d’une sculpture par le palais d’Egmont |
| 2000      | Exposition Jardins-sculptures. Sculptures-jardins, à la galerie La Cité, à Luxembourg |
| 2000      | Exposition Galerie First Time, Bruxelles |
| 2000      | Exposition au centre culturel de Godinne |
| 2000      | Participation aux rencontres Architecture de pierre – L’écriture des pierres, au château de Castries |
| 2001      | Réalisation d’une arche monumentale pour une habitation privée, à Rhode-Saint-Genèse |
| 2001      | Exposition Belgian Sculptors and Painters, avec Pascal Slootmakers, Bram Bogart et Gerald Dederen, à Bangkok |
| 2001      | Exposition Poterie de Roux-Miroir, Galerie Ortillès-Fourcat, Paris |
| 2001      | Vente de céramiques pour le siège social de l’entreprise GSK House à Brentford, Londres |
| 2002      | Exposition d’une sculpture monumentale, 4e biennale « patrimoine et création », Mons |
| 2002      | Réalisation d’un portique, la Porte de la Connaissance, Bibliothèque Communale, Uccle |
| 2003      | Réalisation d’une arche monumentale pour une habitation privée, Blonville-sur-Mer |
| 2003      | Projet d’installation d’une arche monumentale, pour un aménagement urbain, à Valenciennes (non réalisé) |
| 2004      | Exposition Recyclage, Parc Tournay-Solvay, Bruxelles |
| 2004      | Réalisation d'une sculpture intitulée Le Fruit du Mur, pour le Bocage de la transplantation, Université Catholique de Louvain, Woluwe |
| 2004      | Réalisation d’une sculpture pour une habitation privée, à Luxembourg |
| 2004      | Exposition Portes entr’ouvertes, Roux-Miroir |
| 2006-2007 | Expositions de céramiques à Roux-Miroir |
| 2008      | Acquisition par COBEREC Metals de la Porte des lions, sculpture monumentale réalisée en 2004 pour l’exposition Recyclage, installée avec l’accord de l’IBGE, boulevard du Souverain, à Bruxelles                                                               |